# 羅斯堡 (加利福尼亞州)
羅斯堡（英語：Fort Ross），原名Fortress Ross（羅馬化：Krepostʹ Ross）是位於美國加利福尼亞州索諾馬縣的一個昔日的俄羅斯人定居點。羅斯堡在1812年至1841年間是俄羅斯在北美位置最南的定居點。值得注意的是，羅斯堡是加州北部第一個多民族社區，由加州原住民、俄羅斯人和阿拉斯加原住民組成。現爲加州州立歷史公園的一部分。

## 詞源
羅斯堡的之名最早出現於法國探險家歐仁·迪弗洛·德·莫弗拉斯（法語：Eugène Duflot de Mofras）出版的海圖中，他在1840年探訪了加州。

## 历史
罗斯堡是1812年俄罗斯人为了解决阿拉斯加殖民地的粮食危机而建立的殖民定居点，是俄罗斯昔日在北美建立的位置最南定居点。

## 地理
羅斯堡的座標為38°30′51″N 123°14′34″W / 38.51417°N 123.24278°W，而該地的平均海拔高度為37米（即121英尺）。